# Dorsetcultuur

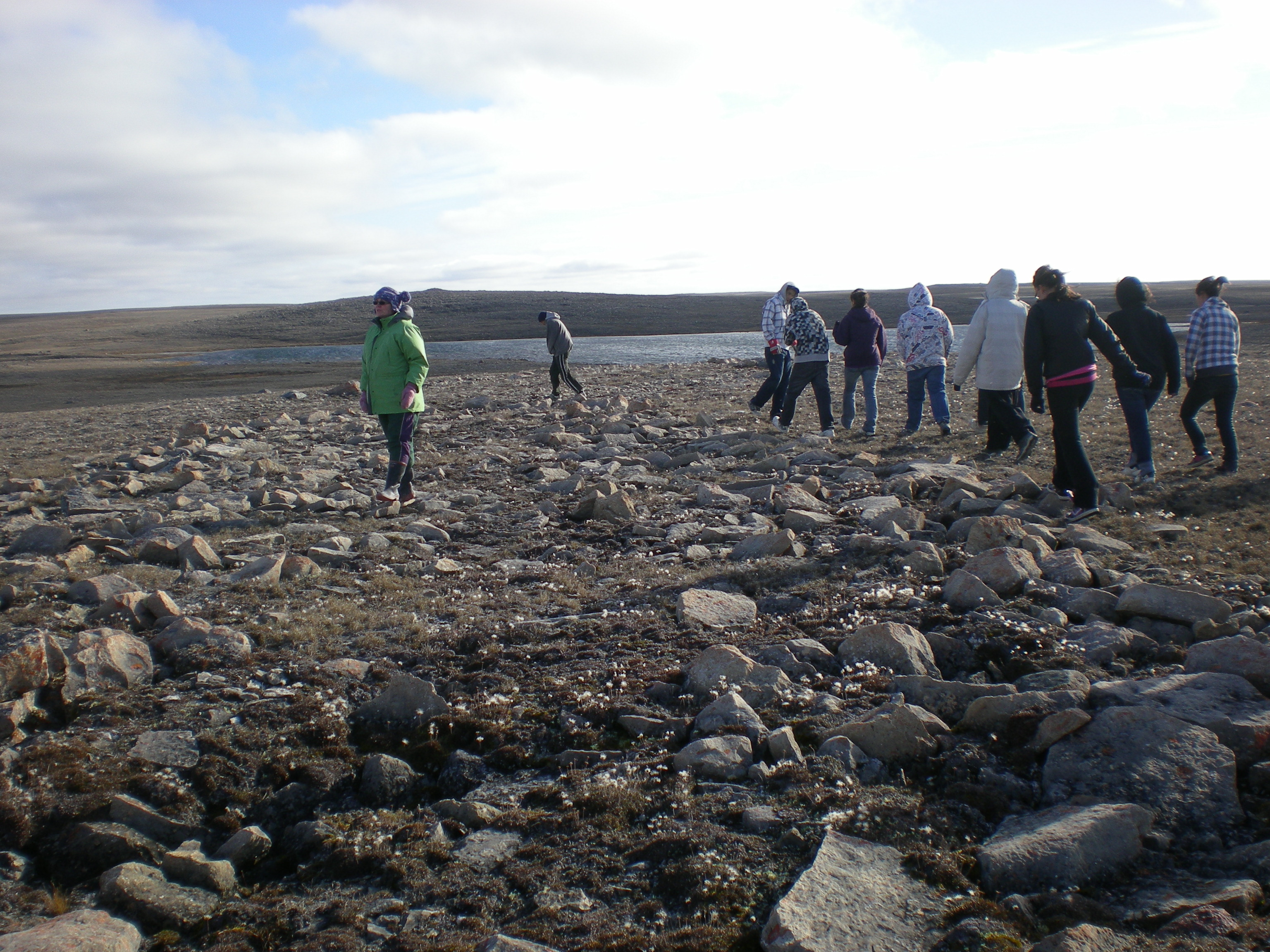
Overblijfselen van een Dorset-langhuis

De Dorsetcultuur was een Paleo-Eskimocultuur die voorafging aan de Inuitcultuur in het arctische Noord-Amerika. De cultuur ontstond rond 800 v.Chr. en bestond tot ongeveer 1300 à 1400 n.Chr. Uiteindelijk trok de Dorsetcultuur weg van de oprukkende Inuit.
Inuitlegenden maken melding van de Tuniit (enkelvoud Tuniq) of Sivullirmiut (wat "eerste bewoners" betekent), die werden verdreven door de Inuit. Volgens de legende waren ze "reuzen", wat tegenwoordig geïnterpreteerd wordt als mensen die groter en sterker waren dan de hedendaagse Inuit, maar die makkelijk afgeschrikt en gedood werden. 

## Ontdekking van de cultuur
Antropoloog Diamond Jenness ontving in 1925 een aantal vreemde artefacten uit Cape Dorset, Nunavut. Deze leken anders dan de latere voorwerpen uit de Inuitcultuur. Jenness noemde de cultuur naar de locatie van de vondst. Zijn vondsten toonden een regelmatig en duidelijk cultureel patroon. Het verschilde van de Inuitcultuur door de verfijnde kunst die afgebeeld werd, bijvoorbeeld de unieke grote kapsels voor vrouwen en parka's met grote hoge kragen voor beide geslachten.

## Oorsprong
De Dorsetcultuur ontstond ruwweg rond het jaar 800 voor Christus. De oorsprong van de cultuur lag vermoedelijk bij de voorafgaande Pre-Dorsetcultuur of Saqqaqcultuur (of minder waarschijnlijk bij de Independence I-cultuur). Deze eerdere culturen hadden echter een pijl-en-boog-technologie, die in de Dorsetcultuur ontbrak. Dit kan verklaard worden als een gevolg van een verschuiving van terrestrische naar aquatische jacht. Nog een stukje technologie dat ontbreekt in de Dorsetcultuur is dat er geen boorgaten in Dorsetartefacten zijn gevonden. In plaats daarvan kerfde men lensvormige gaten. Zo zijn er benen naalden gevonden in opgravingsgebieden uit de Dorsetcultuur, maar deze hebben lange en smalle gaten die heel verfijnd zijn gesneden of gekerfd. Zowel de pre-Dorset- als de Thulecultuur (Inuit) hadden boren.

## Periodes
De Dorsetcultuur wordt meestal opgedeeld in drie of vier perioden. Ze valt op te delen in een vroege, midden- en late periode; al is de eindfase van de late periode soms ook hernoemd tot de "verdwijnende fase". Er heerst in de literatuur discussie over de precieze dateringen die aan deze fases moeten toegekend worden, evenals over de validiteit van de opdelingen an sich. Een van de gebruikte dateringen voor de periodes is: vroeg (ca. 800–1 v.Chr.), midden (1–500 n.Chr.) en laat (500–1300 à 1400 n.Chr.).
De Dorset leefden in de Canadese Arctis en op Groenland en verspreidden zich ook over heel Labrador en uiteindelijk tot zelfs aan de zuidkust van Newfoundland. De Dorsetcultuur kwam naar het einde van haar bestaan toe enkel nog in de noordelijke toendragebieden voor. 
De terminale fase had al plaatsgevonden toen de Thule vanuit het oosten van Alaska naar de Canadese arctische gebieden migreerden. Dit was waarschijnlijk gerelateerd aan het begin van de middeleeuwse warme periode. Deze begon in het Noordpoolgebied rond het jaar 800. Door het warmere klimaat werd het zee-ijs minder voorspelbaar. Aangezien de Dorsetcultuur erg aangepast was aan het leven in een zeer koud klimaat, en veel van haar voedsel afkomstig was van de jacht op zoogdieren door gaten in het zee-ijs, moet de enorme afname van de hoeveelheid ijs een verwoestende invloed op hun manier van leven hebben gehad. Zij volgden blijkbaar het ijs naar het noorden en hun nederzettingen waren tijdens de late en verdwijnende periodes geconcentreerd in het hoge noorden. Rond 1300 à 1400 was de cultuur in wezen uitgestorven.

## Technologie
De Dorset waren zeer bedreven in het maken van prachtig miniatuurhoutsnijwerk. Hun zeer opvallende maskers waren een aanwijzing voor een actieve sjamanistische traditie. De Dorsetcultuur was opmerkelijk homogeen verdeeld over het Canadese Noordpoolgebied, maar er waren een aantal belangrijke verschillen die zijn geconstateerd op zowel Groenland als Newfoundland.
De Dorset gebruikten speksteen, een zacht en makkelijk bewerkbaar gesteente, voor het maken van kommen en olielampen. De speksteengroeves van Fleur de Lys in noordelijk Newfoundland, die in gebruik waren ca. 400 tot 800 n.Chr., zijn in deze context een belangrijke vindplaats.

## Sadlermiut
Van de Sadlermiut op Southamptoneiland, uitgestorven in 1902, werd oorspronkelijk gedacht dat ze een restant van de Dorsetcultuur vertegenwoordigden. De Engelse onderzoeker Rowley vond daarvoor geen archeologisch bewijs. Ook later onderzoek, inclusief DNA-vergelijkingen, toonde dat het hier om geïsoleerde lokale afstammelingen van de Thule betrof. DNA-vergelijkingen gaven wel aan dat de Dorsetcultuur verwant was aan de huidige sprekers van de Na-Denétalen die in Alaska en het noordwesten van Canada maar ook bij de Dineh en Apachen in het zuidwesten van de USA zijn terug te vinden.